# Catawba (hrabstwo Price)
Catawba – wieś w Stanach Zjednoczonych, w stanie Wisconsin, w hrabstwie Price.